# Earth Resources Satellite
Earth Resources Satellite (ERS) fueron una familia de satélites artificiales lanzados durante los años 1960 y dedicados al estudio de la Tierra y a probar nuevas tecnologías para satélites. Eran dirigidos por la USAF.
Variaban en masa de 0,7 a 45 kg, pudiendo llevar entre 1 14 experimentos. Solían ser lanzados como carga secundaria junto con satélites más grandes y proporcionaban una manera barata y flexible de hacer observaciones científicas y pruebas tecnológicas en el espacio.
Un aspecto especial de los satélites ERS es que funcionaban sin batería gracias a que la superficie de los satélites estaba recubierta de células solares.
El más pequeño de los ERS medía 22 cm de lado, pesando 680 gramos. El más grande pesaba 45 kg y era un cilindro de 51 cm de diámetro. Se lanzaron 12 ERS a partir de 1962.